# L'Avenir agricole
L'Avenir agricole est un hebdomadaire indépendant diffusé de 1944 à 2020 et basé à Changé, dans le département de la Mayenne.

## Historique
Créé à la Libération le 8 décembre 1944, L'Avenir agricole est diffusé uniquement en Mayenne, avant de s'ouvrir à deux autres départements des Pays de la Loire, le Maine-et-Loire et la Sarthe, en 2005, puis à la Loire-Atlantique trois ans plus tard.
L'hebdomadaire commence une période de faible rentabilité en 2010, qui dure pendant dix ans jusqu'à l'arrêt de la diffusion le 18 décembre 2020. Souffrant de la crise de la presse, son tirage, qui s'élève à 6 900 exemplaires en 2010, est deux fois moindre en 2020. La situation est aggravée par la mort du directeur délégué et rédacteur en chef Michel Guillet en 2019 et l'épidémie de Covid-19 l'année suivante. Les neuf employés de Graines d'avenir, dont six journalistes, sont licenciés pour motif économique, mais l'association ne se dissout pas.
L'Avenir agricole est l'année de sa disparition le dernier périodique agricole de la région à être indépendant de toute structure économique et syndicale.

## Édition
L'Avenir agricole est édité par Pressavenir, société contrôlée par l'association Graines d'avenir. Son président en 2020 est Fernand Thuault ; le directeur de la publication Xavier Chauvel.
Journal indépendant, L'Avenir agricole a été confronté aux pressions de la FNSEA, très influente au sein de la presse locale agricole.